# Lillesand
Lillesand – norweskie miasto i gmina leżąca w regionie Agder.
Lillesand jest 341. norweską gminą pod względem powierzchni.

## Demografia
Według danych z roku 2005 gminę zamieszkuje 9043 osób. Gęstość zaludnienia wynosi 48,79 os./km². Pod względem zaludnienia Lillesand zajmuje 116. miejsce wśród norweskich gmin.
| ludność stan na 1 stycznia 2005 |         |           |       |
|                                 | kobiety | mężczyźni | razem |
| osób                            | 4555    | 4488      | 9043  |
| %                               | 50,37%  | 49,63%    | 100%  |

| wykształcenie stan na 1 października 2004 |        |         |        |        |
|                                           | podst. | średnie | wyższe | niezn. |
| osób                                      | 1075   | 4256    | 1650   | 166    |
| %                                         | 15,04% | 59,55%  | 23,09% | 2,32%  |

## Edukacja
Według danych z 1 października 2004:
- liczba szkół podstawowych (norw. grunnskolar): 6
- liczba uczniów szkół podst.: 1275

## Władze gminy
Według danych na rok 2011 administratorem gminy (norw. rådmann) jest Jan Henning Windegaard, natomiast burmistrzem (norw. ordfører, d. borgermester) jest Arne Thomassen.

## Bibliografia

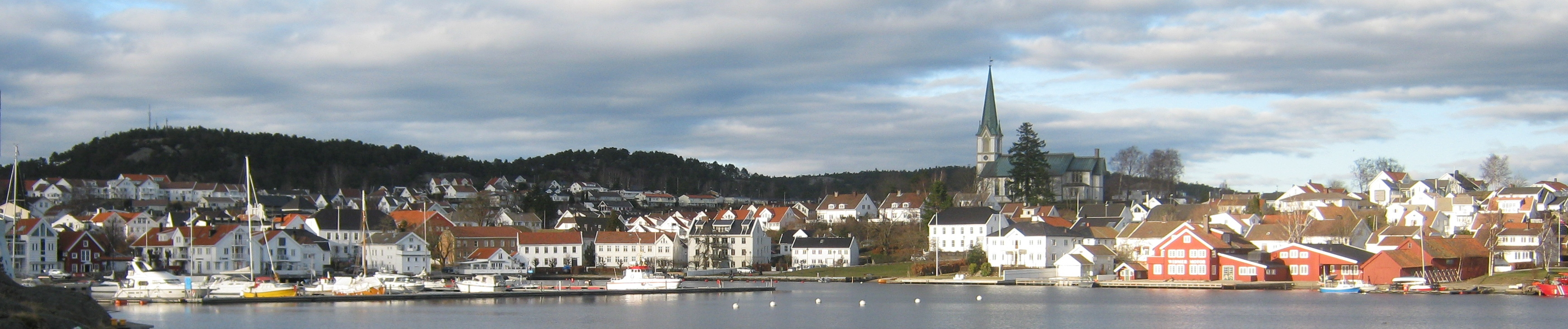
Panorama Lillesand